# أنغيليس كارالمبوس
أنغيليس كارالمبوس هو لاعب كرة قدم قبرصي في مركز الدفاع، ولد في 31 مايو 1989 في لارنكا في قبرص. شارك مع منتخب قبرص تحت 21 سنة لكرة القدم ومنتخب قبرص لكرة القدم. أما مع النوادي، فقد لعب مع أبولون ليماسول وأنورثوسيس فاماغوستا ونادي إيرميس أراديبو ونادي ماذرويل.

## وصلات خارجية
- أنغيليس كارالمبوس على موقع الاتحاد الأوربي (الإنجليزية)
- أنغيليس كارالمبوس على موقع قاعدة بيانات كرة القدم.إي يو (الإنجليزية)
- أنغيليس كارالمبوس على موقع ناشيونال فوتبول تيمز (الإنجليزية)
- أنغيليس كارالمبوس على موقع Soccerbase.com (لاعب) (الإنجليزية)
- أنغيليس كارالمبوس على موقع Soccerway.com (الإنجليزية)
- أنغيليس كارالمبوس على موقع AS.com (الإسبانية)